# Kokonozi-moskee
De Kokonozi-moskee of de Nieuwe Bazaar-moskee is een moskee in Tirana, de hoofdstad van Albanië. Het is een moskee uit het Ottomaanse tijdperk, gebouwd in 1750 en een van de weinige moskeeën die de communistische dictatuur onder het Hoxhaïstische regime heeft overleefd.
In 1966 werd de Kokonozi-moskee gesloten en omgevormd tot een voedselopslagplaats, en later werd het gebruikt als tabakswinkel. Na de val van het communisme werd de Kokonozi-moskee op 18 februari 1991 heropend.